# Mont-Saint-Jean (Sarthe)
Mont-Saint-Jean is een gemeente in het Franse departement Sarthe (regio Pays de la Loire) en telt 604 inwoners (1999). De plaats maakt deel uit van het arrondissement Mamers.

## Geografie
De oppervlakte van Mont-Saint-Jean bedraagt 42,5 km², de bevolkingsdichtheid is 14,2 inwoners per km².
De onderstaande kaart toont de ligging van Mont-Saint-Jean (Sarthe) met de belangrijkste infrastructuur en aangrenzende gemeenten.

## Demografie
Onderstaande figuur toont het verloop van het inwonertal (bron: INSEE-tellingen).
1. ↑  Populations de référence 2022.